# 광주 광지원 농악
광주 광지원 농악은 경기도 광주시 남한산성면 광지원리에서 전승되는 농악이다. 2011년 7월 26일 광주시의 향토문화유산 제3호로 지정되었다.

## 개요
광주시 남한산성면 광지원리에서 전승되는 농악의 역사는 전승자들의 구술과 여러 민속놀이 등을 염두에 둘 때 적어도 200~400년 정도는 계속된 것으로 보인다. 또한 광주 광지원 농악이 광지원 인근에 주둔하였던 둔전병들의 군악의 일종으로 연희되었다고 볼 수도 있어 광주 광지원 농악의 연원은 매우 오래 전까지 소급하여 볼 수 있다. 그리고 전승자들의 구술을 통해 농악 전승의 계보 역시 약 100년 전까지 더듬어갈 수 있다. 전승자들의 구술에 의하면, 1880년경에 출생한 조병희가 1900년대 중반까지 이 동네의 상쇠였다고 하고, 그 후로도 유영복, 조응태, 강암석, 정영진, 조현태 등이 주축이 되어 1990년대까지도 활동을 계속한 것을 알 수 있다.